# Dragon Khan
Dragon Khan in PortAventura (Salou, Katalonien, Spanien) ist eine vom Ingenieurbüro Stengel GmbH entworfene Stahlachterbahn vom Modell Sitting Coaster des Herstellers Bolliger & Mabillard, die am 2. Mai 1995 eröffnet wurde.
Mit ihren acht Inversionen hatte die Bahn bis 2002 die meisten Inversionen der Welt, bevor sie 2002 von Colossus in Thorpe Park abgelöst wurde. Ab 1998 teilte sie sich den Titel mit „Monte Makaya“ im brasilianischen „Terra Encantada“ von Intamin.

## Fahrt
Auf der 1269,5 m langen Strecke durchfahren die Fahrgäste nach dem Lifthill und dem First Drop acht Inversionen: einen Looping, einen Dive-Loop, eine Zero-g-Roll, eine Cobra-Roll, welche aus zwei Inversionen besteht, einen weiteren Looping und die Interlocking Corkscrews, welche ebenfalls aus zwei Inversionen bestehen.

## Züge
Dragon Khan besitzt drei Züge mit jeweils sieben Wagen. In jedem Wagen können vier Personen (eine Reihe) Platz nehmen. Als Rückhaltesystem kommen Schulterbügel zum Einsatz.

## Fotos

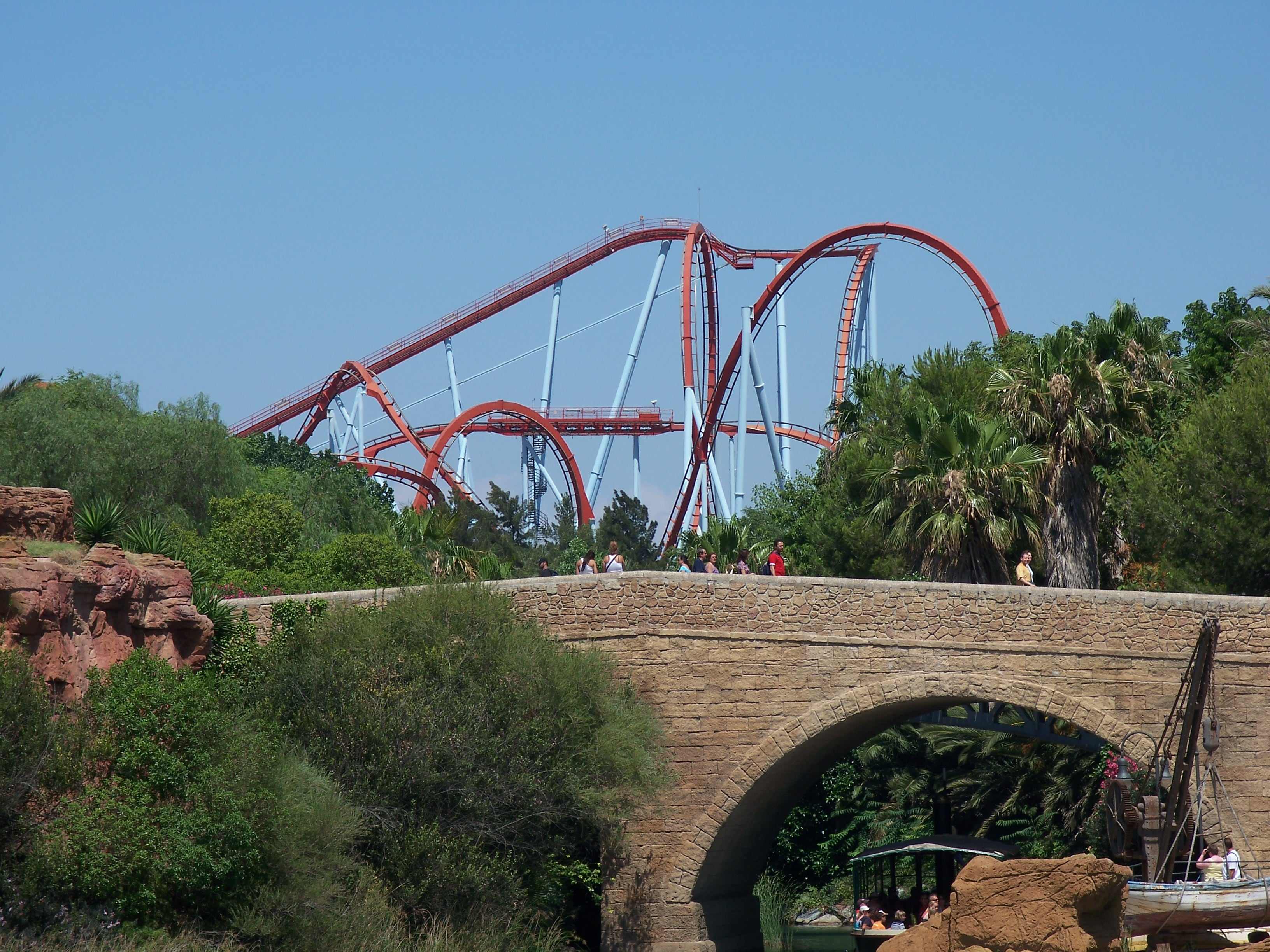
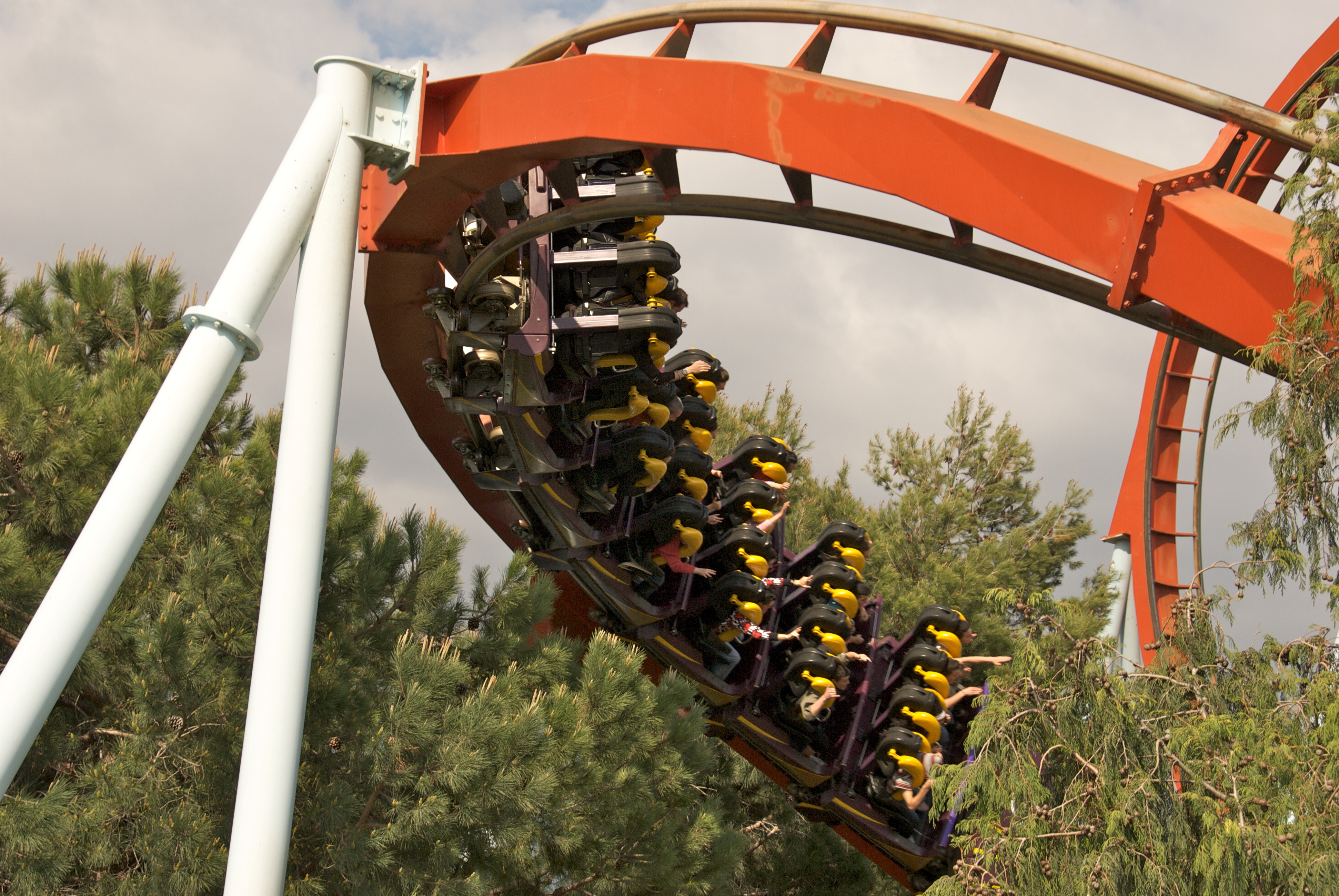